# Thorndon Hall
Thorndon Hall est une maison de campagne géorgienne palladienne située à Thorndon Park, à Ingrave, dans l'Essex, en Angleterre, à environ deux milles au sud de Brentwood et à 25 milles (40,2336 km) du centre de Londres.
Anciennement le siège de la famille Petre qui réside maintenant à proximité Ingatestone Hall, la maison est située sur près de 600 acres (242,8113852 ha) d'ancien parc aux cerfs médiéval, prairies et forêt. Le jardin est conçu par Capability Brown.
Thorndon Hall est classé Grade I avec English Heritage, et le parc est classé Grade II *.

## Ancien Thorndon Hall
Le domaine de Thorndon Hall, connu auparavant sous le nom de manoir de West Horndon, peut remonter jusqu'au Domesday Book de 1086 commandé par Guillaume le Conquérant. Cependant, un bâtiment sur le site d'Old Thorndon Hall est enregistré pour la première fois en 1414 lorsque le roi Henri V d'Angleterre autorise son nouveau propriétaire, un marchand du sud du Pays de Galles appelé Lewis John, à « emparquer 300 acres (121,4056926 ha), d'entourer sa loge dans ce parc de murs et de créneler la loge". La maison actuelle remplace Old Thorndon Hall qui est situé à environ un mile au sud dans ce qui est maintenant connu sous le nom de « bois en ruine » à côté de l'étang d'Old Hall. L'ancien manoir a été endommagée par un incendie au début du XVIIIe siècle et a ensuite été démoli après avoir été brièvement servi comme bâtiment de ferme.

## Maison actuelle
La maison actuelle est conçue par l'architecte néoclassique James Paine (architecte) et la construction commence en 1764. Le portique de la maison actuelle est commandé à l'origine et importé d'Italie en 1742 pour être utilisé dans l'ancien manoir qui avait été rénovée par Giacomo Leoni dans le style palladien. À la suite de l'incendie de l'ancien manoir, il est conservé et réutilisé dans la conception de la maison actuelle.
Le domaine et la maison nouvellement achevée sont visités en 1778 par le roi George III et la reine Charlotte lors de leur voyage pour voir les troupes à Warley Common, à proximité.
À la suite d'un incendie en 1878, une grande partie de la maison principale et de l'aile ouest sont éventrées et détruisant ou endommageant une grande partie de la collection de tableaux Petre. L'aile est, survivante, est transformée en usage résidentiel partiel avec des plans pour rénover la maison et lui redonner sa splendeur d'origine. Cependant, les finances de la famille Petre sont dans un mauvais état après la Grande Guerre et en 1920, la maison et une partie du domaine sont louées au Thorndon Park Golf Club. À l'origine, l'entreprise avait prévu de développer le domaine en créant des logements de luxe et un terrain de golf, à peu près le même que le Wentworth Club et St. George's Hill dans le Surrey, mais avec l'introduction de la législation de la ceinture verte de Londres limitant la construction de maisons sur les fermes et les parcs, le plan n'a pas pu aller de l'avant et l'entreprise a fermé ses portes.

## Jardin
Le parc est aménagé entre 1766 et 1772 par Capability Brown pour un coût de 5 000 £, dont une grande partie subsiste encore, bien que fusionnée avec l'aménagement paysager du parcours de golf de Thorndon Park. L'allée principale s'étend de ce qui est maintenant Shenfield Common sur près de trois kilomètres vers le sud jusqu'à la face nord de la maison. Il peut encore être tracé avec des cartes, bien qu'il soit maintenant composé de parcs publics et de terrains de golf.
Le premier camélia enregistré – un cousin du théier, camellia sinensis – à pousser en Grande-Bretagne est à Thorndon Hall dans les années 1730. Quinze ans plus tard, le camélia prospère dans tout le pays.

## Dernières années
Finalement, le club de golf achète la maison et le terrain, mais choisit de quitter le manoir principal et de construire son club-house spécialement conçu à cet effet. En 1976, Thorndon Hall est vendu à un promoteur, Thomas Bates & Son, Romford, qui convertit le manoir en appartements et cottages de luxe dans un environnement paysager, des bois et des parcs. Des parties de l'ancien parc ont été vendues au cours du vingtième siècle pour être aménagées à la périphérie de Brentwood. Le conseil du comté d'Essex gère de vastes zones comme le parc public Thorndon Country. La chapelle mortuaire de la famille Petre à proximité appartient maintenant à l'Historic Chapels Trust.